# Columnorbitolina
Columnorbitolina es un género de foraminífero bentónico normalmente considerado un subgénero de Orbitolina, es decir, Orbitolina (Columnorbitolina), pero aceptado como sinónimo posterior de Mesorbitolina de la subfamilia Orbitolininae, de la familia Orbitolinidae, de la superfamilia Orbitolinoidea, del suborden Orbitolinina y del orden Loftusiida. Su especie tipo era Orbitolina (Columnorbitolina) pengboensis. Su rango cronoestratigráfico abarcaba desde el Hauteriviense hasta el Albiense (Cretácico inferior).

## Discusión
Clasificaciones previas incluían Columnorbitolina en el suborden Textulariina del orden Textulariida o en el orden Lituolida.

## Clasificación
Columnorbitolina incluía a las siguientes especies:
- Columnorbitolina absidata †, también considerado como Orbitolina (Columnorbitolina) absidata †
- Columnorbitolina alticonica †, también considerado como Orbitolina (Columnorbitolina) alticonica †
- Columnorbitolina equisepimenta †, también considerado como Orbitolina (Columnorbitolina) equisepimenta †
- Columnorbitolina lepida †, también considerado como Orbitolina (Columnorbitolina) lepida †
- Columnorbitolina lhunzhubensis †, también considerado como Orbitolina (Columnorbitolina) lhunzhubensis †
- Columnorbitolina microsphaerica †, también considerado como Orbitolina (Columnorbitolina) microsphaerica †
- Columnorbitolina minuscula †, también considerado como Orbitolina (Columnorbitolina) minuscula †
- Columnorbitolina pengboensis †, también considerado como Orbitolina (Columnorbitolina) berestovensis † y aceptado como Mesorbitolina pengboensis †
- Columnorbitolina rutogensis †, también considerado como Orbitolina (Columnorbitolina) rutogensis †
- Columnorbitolina scitula †, también considerado como Orbitolina (Columnorbitolina) scitula †
- Columnorbitolina tibetica †, también considerado como Orbitolina (Columnorbitolina) tibetica †